# Papa Stefano I
Stefano I (Roma, ... – Roma, 2 agosto 257) è stato il 23º vescovo di Roma e papa della Chiesa cattolica dal 12 maggio 254 al 2 agosto 257. È venerato come santo da tutte le Chiese.

## Biografia
Secondo gli elenchi dei papi più antichi, proveniva da una nobile famiglia romana da tempo convertita al Cristianesimo e suo padre si chiamava Jovius (Giovio). Anche se ci sono dei dubbi sulle date connesse al pontificato di Stefano, generalmente si ritiene che fu consacrato il 12 maggio 254, divenendo vescovo di Roma. Quello era un periodo in cui, pur non essendoci persecuzioni esterne, la Chiesa era lacerata da dispute interne. Egli era preposto ad una delle sette diaconie in cui pochi anni prima papa Fabiano aveva diviso Roma e fu eletto presso il cimitero di San Callisto da presbiteri e diaconi titulari, in rappresentanza di tutti i fedeli. Non è storicamente provata l'affermazione contenuta nel Liber pontificalis secondo la quale papa Lucio I, poco prima di essere martirizzato, avrebbe lasciato la cura della Chiesa al suo arcidiacono, Stefano. La maggior parte di ciò che si conosce sul suo pontificato è connesso direttamente o indirettamente con gli insegnamenti dell'antipapa Novaziano.

### Questione sui sacramenti
Le Chiese d'Africa e d'Asia Minore si ponevano un problema molto concreto: è da considerarsi valido il battesimo praticato dagli eretici? Essi, in maniera rigorista, ritenevano che il sacramento avrebbe dovuto essere conferito nuovamente. Stefano, invece, sostenne che l'efficacia del sacramento non dipendeva dallo stato di grazia di chi lo amministrava, ma dall'intenzione di compierlo in nome della Trinità. Quindi, per introdurre l'ex-eretico nella comunità cristiana sarebbe stato sufficiente l'imposizione delle mani con l'invocazione dello Spirito Santo.
San Cipriano di Cartagine rifiutò questa posizione. Stefano, dal canto suo, ribadì con forza la posizione di Roma, ma giustificandola solo con la sua consuetudine.
La Chiesa, all'epoca, non aveva ancora una compiuta teologia dei sacramenti. Sarà solo sant'Agostino a chiarire definitivamente tali controversie.

### Questione dei lapsi
Un secondo problema, connesso con il precedente, riguardava la riammissione nella Chiesa degli eretici "ravveduti". In periodo di persecuzione, infatti, molti erano i cristiani che avevano ceduto, per paura delle persecuzioni, aderendo al culto pagano; essi sono generalmente chiamati lapsi (caduti) o libellatici.
Nella Chiesa d'Africa, d'Asia Minore e di Siria si chiedeva, per i lapsi, la ripetizione del battesimo. Tale teoria rigorista era appoggiata sia da Novaziano che da san Cipriano, che nel 255 indisse un Concilio sull'argomento. Stefano, di linea più indulgente, sosteneva che bisognasse riaccogliere i peccatori, certo infliggendo loro una penitenza, ma senza riproporre il battesimo. Cipriano non volle entrare in aperto dissidio, ma nel nuovo Concilio indetto per l'anno successivo venne decisamente ignorata la posizione di Stefano sull'argomento, pur riconoscendo la sua autorità.
Nella prima parte del suo pontificato, inoltre, Stefano fu frequentemente esortato da Faustino, vescovo di Lione, a prendere provvedimenti contro Marciano, vescovo di Arles che, rifacendosi alle dottrine di Novaziano, negava la comunione ai lapsi pentiti. Ma Stefano non diede seguito all'esortazione. I vescovi di Gallia si rivolsero allora a Cipriano, e lo implorarono di scrivere al papa. Questa lettera è l'unica fonte di informazioni giuntaci su questo affare. Il vescovo di Cartagine supplicò Stefano di imitare i suoi predecessori, e di istruire i vescovi di Gallia affinché condannassero Marciano, e lo sostituissero. Dato che Cipriano non aggiunse nulla su questo affare, si suppone che il Papa agì in concordanza con i suoi desideri, e che Marciano fu deposto.
Anche il caso dei vescovi spagnoli Marziale e Basilide portò Stefano ad un nuovo contrasto con Cipriano. Essi erano stati condannati dai vescovi della loro provincia come libellatici. In un primo tempo si dichiararono colpevoli, ma, in seguito, si appellarono a Roma, e Stefano si adoperò per la loro riabilitazione, creando inevitabilmente malcontenti. Cipriano convocò un sinodo di vescovi africani che rinnovò la condanna di Basilide e Marziale, ed esortò il popolo ad entrare in comunione con i loro successori. Nello stesso tempo, il sinodo dichiarò che Stefano aveva agito in quel modo perché "stando a distanza, ed ignorando i veri fatti" era stato ingannato da Basilide.
L'esito negativo dei due casi irritò Stefano, che si adoperò ad invitare tutte le altre sedi a seguire le posizioni assunte da Roma. Ne nacque una seria polemica tra sedi vescovili, che si sarebbe trascinata per diversi anni e si placherà solo con i successori di Stefano.

### Altri interventi
Ansioso di preservare la tradizione dei suoi predecessori in materia di carità e di fede, Stefano, provvide alle necessità di "tutte le province di Siria e d'Arabia". Ai suoi tempi i paramenti indossati dal clero per celebrare la messa e gli altri servizi della Chiesa non differivano per foggia o materiale da quelli indossati normalmente dai laici. Stefano, secondo il Liber Pontificalis, ordinò che i paramenti che venivano usati per fini liturgici non fossero impiegati nel lavoro quotidiano.

### Morte

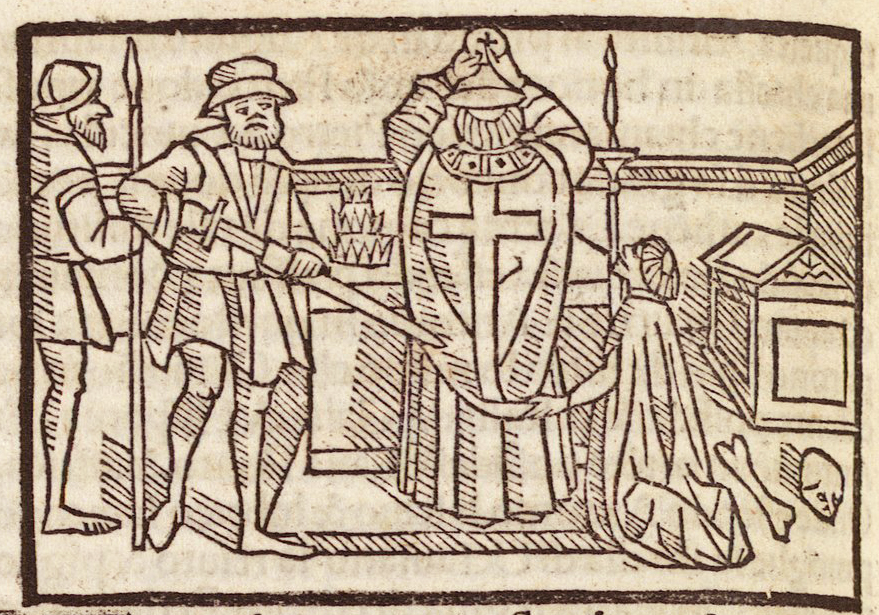
Il martirio di papa Stefano nella Legenda Aurea (1497)

Nell'anno 257 l'imperatore Valeriano emanò un editto contro tutte le gerarchie ecclesiastiche imponendo nello stesso tempo al popolo di riconoscere le divinità pagane e di esercitare il culto cristiano solo in privato.
Secondo il Liber Pontificalis, ma non ci sono prove storicamente accertate, il 2 agosto del 257 papa Stefano I avrebbe terminato il suo pontificato col martirio: nell'officiare la Messa, sarebbe stato decapitato dai pretoriani dell'imperatore.

## Culto
Fu sepolto nel cimitero di San Callisto e il suo corpo fu traslato da papa Paolo I nella chiesa di San Silvestro in Capite, dove fu rinvenuto nel 1596. Papa Clemente VIII lo fece spostare sotto l'altare maggiore. Secondo la tradizione, nel 1682 il suo corpo fu di nuovo traslato nella chiesa di Santo Stefano dei Cavalieri a Pisa, sede dell'Ordine di Santo Stefano Papa e Martire costituito da Papa Pio IV nel 1561 per perpetuarne la memoria.
La sua memoria liturgica, sia nella Chiesa latina che nella Chiesa greca, ricorre il 2 agosto.
Dal Martirologio Romano:
La reliquia del suo capo (il cranio) è conservata in un reliquiario argenteo nella città dalmata di Lesina, della cui diocesi è il patrono. È inoltre venerato nella contrada che porta il suo nome e nelle frazioni limitrofe oltre il Torbido a Grotteria.

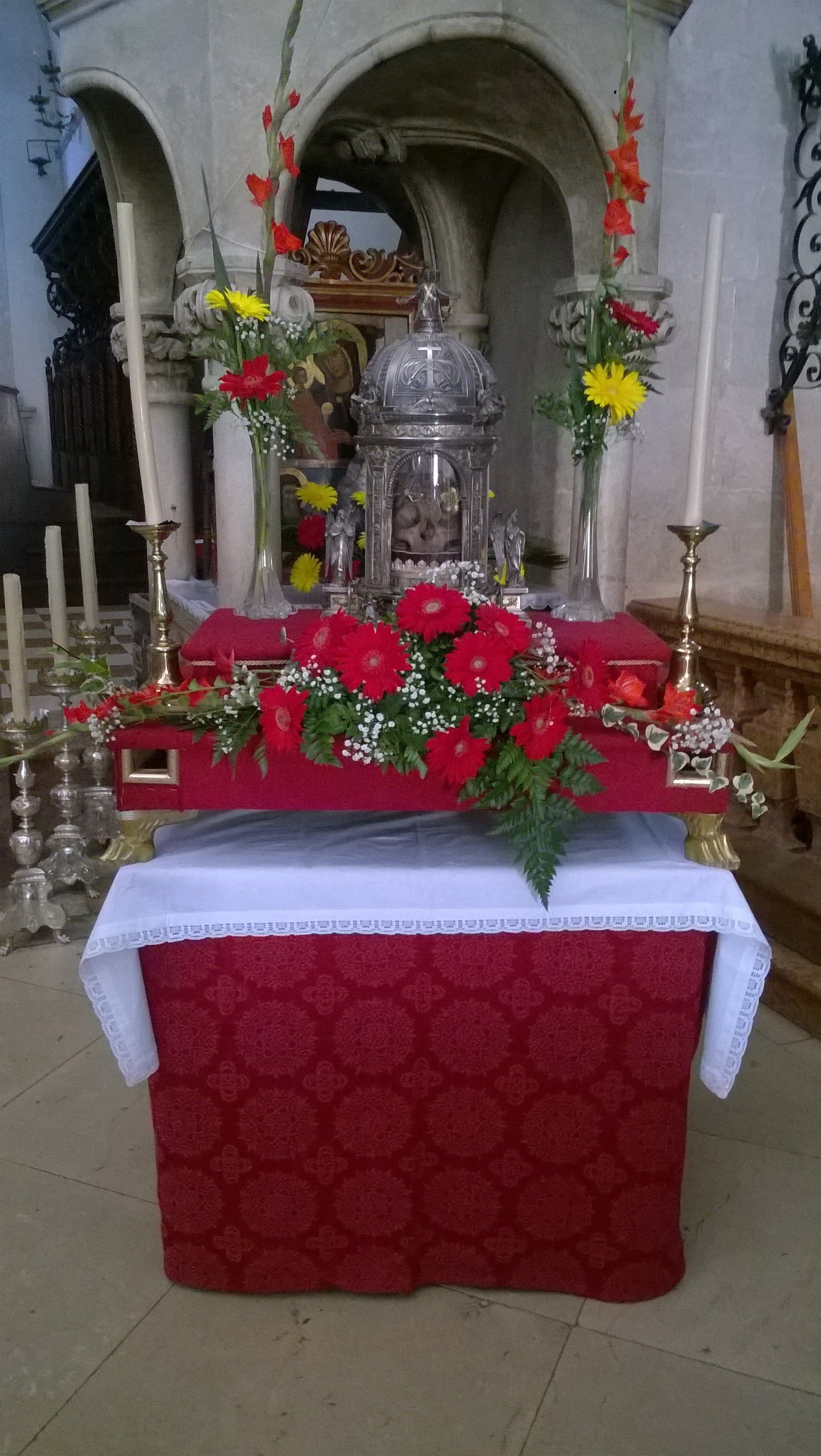
Reliquiario della testa di papa Stefano I, esposto nella cattedrale di Lesina (Hvar) in Dalmazia (Croazia), a lui dedicata, il 2 ottobre 2017